# 白芒埔
白芒埔，是臺灣嘉義縣中埔鄉的一個傳統地域名稱，位於該鄉西南部。相較於今日行政區，其範圍大致為同仁村東半部（不包括柚仔宅橋南側沿溪狹長地帶）。

## 歷史
台灣日治初期，白芒埔地區為一街庄（舊制街庄），稱為「白芒埔庄」，隸屬於嘉義東堡。該庄北與龍山腳庄、中埔庄為鄰，東與頂埔庄為鄰，南邊為竹頭崎庄、深坑庄（部分轄區深入本地區中央偏西地帶），西邊為牛稠埔庄、柚仔宅庄。
1901年（日治明治三十四年）11月11日，全台設置二十廳，該庄隸屬於嘉義廳。1904年（明治三十七年）2月15日，該庄編入「白芒埔區」，隸屬於嘉義廳。1909年（明治四十二年）10月25日，全台整併二十廳為十二廳，該庄仍隸屬於嘉義廳。1910年（明治四十三年）1月18日，各區管轄區域調整，該庄改隸屬於嘉義廳的「中埔區」。
1920年（大正九年）10月1日，全台廢十二廳改設五州二廳，該庄改制為「白芒埔」大字，隸屬於臺南州嘉義郡中埔庄（新制街庄）。
戰後中埔庄改制為中埔鄉，隸屬於臺南縣，大字亦改制為村。1950年（民國39年）10月，雲、嘉、南分治，中埔鄉改隸屬於嘉義縣。

## 聚落
本地區發展較早的聚落有白芒埔、田藔等，在日治期初期的官方地圖上已有記載。

## 交通
省道台3線俗稱「內山公路」，是臺北至屏東的幹道，經過本地區主聚落。由該道路北行可前往中埔鄉中埔市區、番路鄉西北部、竹崎鄉、梅山鄉、雲林縣古坑鄉、斗六市等地；南行可前往番路鄉南部、大埔鄉、臺南市楠西區、玉井區、南化區等地。
鄉道嘉138線是檳榔宅至石硦的道路。
鄉道嘉139線是中庄至三層崎的道路。
鄉道嘉140線是同仁至尖山的道路。

## 學校
- 同仁國小